# Honduras
Honduras, uradno Republika Honduras, je obmorska država v severni Srednji Ameriki, ki na zahodu meji na Gvatemalo in Salvador, na jugu na Nikaragvo, na severu na Honduraški zaliv in na Karibsko morje, ter na jugozahodu tudi Tihi ocean. Država Belize (včasih »Britanski Honduras«) leži kakšnih 75 km severozahodno prek Honduraškega zaliva. Ime države pomeni Globočine v španščini. Njeno glavno in največje mesto je Tegucigalpa.
Honduras je bil pred špansko kolonizacijo v 16. stoletju dom več pomembnim mezoameriškim kulturam, predvsem majevskim. Španci so uvedli katolištvo in danes prevladujoč španski jezik, skupaj s številnimi običaji, ki so se zlili z avtohtono kulturo. Honduras je postal neodvisen leta 1821 in je od takrat republika, čeprav je dosledno prenašal veliko družbenih sporov in politične nestabilnosti ter ostaja ena najrevnejših držav na zahodni polobli. Leta 1960 je Meddržavno sodišče iz Nikaragve v Honduras preneslo severni del tistega, kar je bilo Moskitska obala.
Narodno gospodarstvo je predvsem kmetijsko, zaradi česar je še posebej ranljivo za naravne nesreče, kot je orkan Mitch leta 1998. Nižji razred temelji predvsem na kmetijstvu, medtem ko je bogastvo skoncentrirano v urbanih središčih države. Honduras ima indeks človekovega razvoja 0,625, kar ga uvršča med srednje razvite države. Ko je prilagojen glede na dohodkovno neenakost, je njegov indeks človekovega razvoja, prilagojen neenakosti, 0,443.
Honduraško družbo sestavljajo pretežno mestici; vendar pa je v Hondurasu tudi veliko ameriških staroselcev, črno-belih skupnosti. Narod je imel razmeroma visoko politično stabilnost do državnega udara leta 2009 in ponovno do predsedniških volitev leta 2017.
Honduras obsega približno 112.492 km² in ima več kot 10 milijonov prebivalcev. Njeni severni deli so del zahodnega karibskega območja, kar se odraža v demografiji in kulturi območja. Honduras je znan po svojih bogatih naravnih virih, vključno z minerali, kavo, tropskim sadjem in sladkornim trsom, pa tudi po svoji rastoči tekstilni industriji, ki služi mednarodnemu trgu.

## Etimologija
Dobesedni pomen izraza Honduras je v španščini 'globine'. Ime bi se lahko nanašalo na zaliv Trujillo kot sidrišče, fondura v leonskem narečju Španije, ali na Kolumbov domnevni citat, da Gracias a Dios que hemos salido de esas honduras ('Hvala bogu, da smo odšli iz teh globin').
Šele ob koncu 16. stoletja je bilo ime Honduras uporabljeno za celotno provinco. Pred letom 1580 je Honduras označeval le vzhodni del province, Higueras pa zahodni del. Drugo zgodnje ime je Guaymuras, oživljeno kot ime za politični dialog leta 2009, ki je potekal v Hondurasu v nasprotju s Kostariko.
Hondurašane v španščini pogosto imenujejo Catracho ali Catracha (fem).

## Zgodovina

### Predkolonialno obdobje
V predkolumbovski dobi je bil sodobni Honduras razdeljen med dve pankulturni regiji: Mezoameriko na zahodu in istmo-kolumbijsko območje na vzhodu. Vsak kompleks je imel 'osrednje območje' znotraj Hondurasa (dolina Sula za Mezoameriko in La Mosquitia za istmo-kolumbijsko območje), vmesno območje pa je bilo območje postopnega prehoda. Vendar ti pojmi v sami predkolumbovski dobi niso imeli pomena in predstavljajo izjemno raznolika področja. Ljudstvo Lenca iz notranjega visokogorja prav tako na splošno velja za kulturno mezoameriško, čeprav se je obseg povezanosti z drugimi območji sčasoma spreminjal (na primer širitev med zenitom Tolteškega imperija).
Na skrajnem zahodu je civilizacija Majev cvetela več sto let. Prevladujoča, najbolj znana in najbolje raziskana država znotraj meja Hondurasa je bila v Copánu, ki je bil v pretežno nemajevskem območju ali na meji med majevskimi in nemajevskimi območji. Copán je nazadoval z drugimi nižinskimi središči med požari Terminal Classic v 9. stoletju. Maji te civilizacije preživijo v zahodnem Hondurasu kot Ch'orti', izolirani od svojih choltskih jezikovnih vrstnikov na zahodu.
Vendar Copán predstavlja le delček honduraške predkolumbovske zgodovine. Ostanke drugih civilizacij najdemo po vsej državi. Arheologi so preučevali najdišča, kot so Naco in La Sierra v dolini Naco, Los Naranjos na jezeru Yojoa, Yarumela v dolini Comayagua, La Ceiba in Salitron Viejo (obe zdaj pod rezervoarjem jezu Cajón), kmetija Selin in Cuyamel v dolini Aguan, Cerro Palenque, Travesia, Curruste, Ticamaya, Despoloncal in Playa de los Muertos v dolini spodnjega toka reke Ulúa ter mnoga druga.
Leta 2012 je skeniranje LiDAR razkrilo, da je v La Mosquitii obstajalo več prej neznanih naselij z visoko gostoto, ki ustrezajo legendi o La Ciudad Blanca. Izkopavanja in študije so od takrat izboljšale poznavanje zgodovine regije. Ocenjuje se, da so te naselbine dosegle svoj vrhunec med letoma 500 in 1000 našega štetja.

### Špansko osvajanje (1524–1539)
Na svojem četrtem in zadnjem potovanju v Novi svet leta 1502 je Krištof Kolumb pristal blizu sodobnega mesta Trujillo, blizu lagune Guaimoreto, in tako postal prvi Evropejec, ki je obiskal Bay Islands na obali Hondurasa. 30. julija 1502 je Kolumb poslal svojega brata Bartolomeja raziskati otoke in Bartolomej je naletel na majevsko trgovsko ladjo iz Jukatana, ki je prevažala dobro oblečene Maje in bogat tovor. Bartolomejevi možje so ukradli tovor, ki so ga želeli, in ugrabili ostarelega kapitana ladje, da bi služil kot tolmač v prvem zabeleženem srečanju med Španci in Maji.
Marca 1524 je Gil González Dávila postal prvi Španec, ki je vstopil v Honduras kot konkvistador. sledil mu je Hernán Cortés, ki je pripeljal sile iz Mehike. Velik del osvajanja je potekal v naslednjih dveh desetletjih, najprej s strani skupin, zvestih Cristóbalu de Olidu, nato pa tistih, ki so bile zveste Franciscu de Monteju, predvsem pa tistih, ki so sledile Alvaradu. Poleg španskih virov so osvajalci se je močno zanašal na oborožene sile iz Mehike - Tlaxcalance in mehiške vojske tisočev, ki so ostali v garnizijah v regiji.
Odpor proti osvajanju je vodil zlasti Lempira. Številne regije na severu Hondurasa nikoli niso pripadle Špancem, zlasti kraljestvo Miskito. Po španski osvojitvi je Honduras postal del ogromnega Španskega imperija v Novem svetu znotraj Kraljevine Gvatemale. Trujillo in Gracias sta bili prvi prestolnici mesta. Španci so tej regiji vladali približno tri stoletja.

### Španski Honduras (1524–1821)
Honduras je bil organiziran kot provinca Kraljevine Gvatemale, glavno mesto pa je bilo določeno, najprej v Trujillu na atlantski obali, kasneje v Comayagui in končno v Tegucigalpi v osrednjem delu države.
Kopanje srebra je bilo ključni dejavnik pri španski osvojitvi in poselitvi Hondurasa. Sprva so v rudnikih delali domačini po sistemu encomienda, a ker je zaradi bolezni in odpornosti ta možnost manjša, so pripeljali sužnje iz drugih delov Srednje Amerike. Ko se je konec 16. stoletja lokalno trgovanje s sužnji ustavilo, so afriški sužnji, večinoma iz Angole, so bili uvoženi. Po približno letu 1650 je v Honduras prispelo zelo malo sužnjev ali drugih zunanjih delavcev.
Čeprav so Španci dokaj hitro osvojili južni ali pacifiški del Hondurasa, so bili manj uspešni na severni oziroma atlantski strani. Uspelo jim je ustanoviti nekaj mest ob obali, zlasti v Puerto Caballosu in Trujillu, niso pa uspeli osvojiti vzhodnega dela regije in številnih žepov neodvisnih staroselcev. Kraljestvo Miskito na severovzhodu je bilo še posebej učinkovito pri upiranju osvajanju. Kraljestvo Miskito je našlo podporo severnoevropskih zasebnikov, piratov in zlasti britanske nekdanje angleške kolonije Jamajke, ki je velik del območja po letu 1740 dala pod svojo zaščito.

### Neodvisnost (1821)
Honduras se je od Španije osamosvojil leta 1821 in je bil del Prvega mehiškega cesarstva do leta 1823, ko je postal del Združenih provinc Srednje Amerike. Je neodvisna republika in ima redne volitve od leta 1838. V 1840-ih in 1850-ih je Honduras sodeloval pri več neuspelih poskusih srednjeameriške enotnosti, kot so Konfederacija Srednje Amerike (1842–1845), Gvatemalska zaveza (1842), Sonsonatska dieta (1846), Nacaomejeva dieta (1847) in Nacionalno zastopstvo v Srednji Ameriki (1849–1852). Čeprav je Honduras sčasoma prevzel ime Republika Honduras, unionistični ideal ni nikoli pojenjal in Honduras je bil ena izmed srednjeameriških držav, ki so si najbolj prizadevale za politiko regionalne enotnosti.
Politike, ki podpirajo mednarodno trgovino in naložbe, so se začele v 1870-ih in kmalu so se vključili tuji interesi, najprej v ladijskem prevozu s severne obale, zlasti tropskega sadja in predvsem banan, nato pa v gradnji železnic. Leta 1888 je za načrtovano železniško progo od karibske obale do glavnega mesta Tegucigalpa zmanjkalo denarja, ko je dosegla San Pedro Sulo. Posledično je San Pedro prerasel v glavno industrijsko središče države in drugo največje mesto. Comayagua je bila glavno mesto Hondurasa do leta 1880, ko se je glavno mesto preselilo v Tegucigalpo.
Od osamosvojitve se je v državi zgodilo skoraj 300 manjših notranjih uporov in državljanskih vojn, vključno z nekaterimi spremembami režima.

### 20. stoletje in vloga ameriških podjetij
V poznem 19. stoletju je Honduras dodelil zemljo in znatne izjeme več sadjarskim in infrastrukturnim podjetjem s sedežem v ZDA v zameno za razvoj severnih regij države. Zaradi tega je na severno obalo prišlo na tisoče delavcev, ki so delali v nasadih banan in drugih podjetjih, ki so zrasla okoli izvozne industrije. Podjetja za izvoz banan, v katerih so do leta 1930 prevladovali Cuyamel Fruit Company, pa tudi United Fruit Company in Standard Fruit Company, so v severnem Hondurasu zgradila gospodarstvo enklave, nadzorovala infrastrukturo in ustvarila samozadostne, davkov oproščene sektorje, ki so relativno prispevali malo za gospodarsko rast. Ameriške čete so se v Hondurasu izkrcale v letih 1903, 1907, 1911, 1912, 1919, 1924 in 1925.
Leta 1904 je pisatelj O. Henry skoval izraz »banana republika« za opis Hondurasa in objavil knjigo z naslovom Cabbages and Kings o izmišljeni državi Anchuria, ki jo je navdihnila njegova izkušnja v Hondurasu, kjer je živel šest let. V Admiralu O. Henry označuje državo kot »majhno pomorsko banana republiko«; seveda je bilo sadje celotna osnova njenega gospodarstva. Po besedah literarnega analitika, ki je pisal za The Economist, »njegov stavek lepo pričara podobo tropske, agrarne dežele. Vendar je njegov pravi pomen ostrejši: nanaša se na sadjarska podjetja iz Združenih držav, ki so prišla, da bi imela izjemen vpliv na politiki Hondurasa in njegovih sosed.« Poleg tega, da so sadjarska podjetja pritegnila delavce iz Srednje Amerike na sever, so spodbujala priseljevanje delavcev iz angleško govorečih Karibov, predvsem Jamajke in Belizeja, ki sta uvedla angleščino afriškega porekla in večinoma protestantsko prebivalstvo v državo, čeprav je veliko teh delavcev zapustilo po spremembah zakona o priseljevanju leta 1939. Honduras se je pridružil zavezniškim narodom po Pearl Harborju 8. decembra 1941 in 1. januarja 1942 podpisal deklaracijo Združenih narodov skupaj s petindvajsetimi drugimi vladami.
Ustavna kriza v 1940-ih je privedla do reform v 1950-ih. Ena reforma je delavcem dovolila, da se organizirajo, splošna stavka leta 1954 pa je ohromila severni del države za več kot dva meseca, vendar je privedla do reform. Leta 1963 je vojaški udar odvrgel demokratično izvoljenega predsednika Ramóna Villedo Moralesa. Leta 1960 je Meddržavno sodišče iz Nikaragve v Honduras preneslo severni del tistega, kar je bilo Moskitska obala.

### Vojna in preobrat (1969–1999)
Leta 1969 sta se Honduras in Salvador spopadla s tisto, kar je postalo znano kot nogometna vojna. Napetosti na meji so povzročile zajedljivost med državama, potem ko je Oswaldo López Arellano, predsednik Hondurasa, za slabšanje honduraškega gospodarstva okrivil priseljence iz Salvadorja. Odnos je dosegel nizko raven, ko se je Salvador srečal s Hondurasom v treh krogih nogometne izločilne tekme pred svetovnim prvenstvom.
Napetosti so se stopnjevale in 14. julija 1969 je salvadorska vojska vdrla v Honduras. Organizacija ameriških držav (OAS) je s pogajanji dosegla premirje, ki je začelo veljati 20. julija in povzročilo umik salvadorskih enot v začetku avgusta. Dejavnika, ki sta prispevala k konfliktu, sta bila mejni spor in prisotnost na tisoče Salvadorcev, ki nezakonito živijo v Hondurasu. Po enotedenski vojni je bilo izgnanih kar 130.000 salvadorskih priseljencev.
Orkan Fifi je povzročil resno škodo, ko je 18. in 19. septembra 1974 preplavil severno obalo Hondurasa. Melgar Castro (1975–78) in Paz Garcia (1978–82) sta v veliki meri zgradila trenutno fizično infrastrukturo in telekomunikacijski sistem Hondurasa.
Leta 1979 se je država vrnila pod civilno oblast. Aprila 1980 je bila izvoljena ustavodajna skupščina, da bi napisala novo ustavo, splošne volitve pa so bile izvedene novembra 1981. Ustava je bila potrjena leta 1982 in vlada PLH Roberta Suaza je zmagala na volitvah z obljubo, da bo izvedla ambiciozen program gospodarski in družbeni razvoj za spopadanje z recesijo, v kateri se je znašel Honduras. Zagnal je ambiciozne družbeno-gospodarske razvojne projekte, ki jih je sponzorirala ameriška razvojna pomoč. Honduras je postal gostitelj največje misije Peace Corps na svetu, nevladne in mednarodne prostovoljne agencije pa so se razširile. Mirovne enote so leta 2012 umaknile svoje prostovoljce zaradi varnostnih razlogov.
V zgodnjih 1980-ih so Združene države vzpostavile stalno vojaško prisotnost v Hondurasu, da bi podprle Salvador, gverilce Contra, ki se borijo proti nikaragovski vladi, ter razvile letališko stezo in sodobno pristanišče v Hondurasu. Čeprav je honduraška vojska prihranila krvave državljanske vojne, ki so uničevale njene sosede, je honduraška vojska tiho vodila kampanje proti marksistično-leninističnim milicam, kot je Ljudsko osvobodilno gibanje Cinchoneros, razvpito po ugrabitvah in bombnih napadih, in tudi proti številnim nemilitantom. Operacija je vključevala kampanjo izvensodnih pobojev s strani vladnih enot, predvsem bataljona 316, ki ga je izurila Cia.
Leta 1998 je orkan Mitch povzročil ogromno in obsežno uničenje. Predsednik Hondurasa Carlos Roberto Flores je dejal, da je bil petdesetletni napredek v državi obrnjen. Mitch je uničil približno 70 % pridelkov v državi in ocenjenih 70–80 % prometne infrastrukture, vključno s skoraj vsemi mostovi in stranskimi cestami. V Hondurasu je bilo uničenih 33.000 hiš, dodatnih 50.000 pa poškodovanih. Približno 5.000 ljudi je bilo ubitih, 12.000 pa je bilo ranjenih. Skupne izgube so bile ocenjene na 3 milijarde ameriških dolarjev.

### 21. stoletje
Leta 2007 sta predsednik Hondurasa Manuel Zelaya in predsednik Združenih držav George W. Bush začela pogovore o pomoči ZDA Hondurasu za boj proti naraščajočim mamilarskim kartelom slednjega v Mosquitu v vzhodnem Hondurasu z uporabo ameriških specialnih enot. To je pomenilo začetek nove opore za nadaljnjo prisotnost ameriške vojske v Srednji Ameriki.
Pod Zelayo se je Honduras leta 2008 pridružil ALBA-i, vendar se je leta 2010 umaknil po honduraškem državnem udaru leta 2009. Leta 2009 je prišlo do ustavne krize, ko je bila oblast v državnem udaru prenesena s predsednika na vodjo kongresa. Organizacija ameriških držav je suspendirala Honduras, ker njene vlade ni imela za legitimno.
Države po vsem svetu, Organizacija ameriških držav in Združeni narodi so dejanje uradno in soglasno obsodili kot državni udar in zavrnile priznanje de facto vlade, čeprav so odvetniki, s katerimi se je posvetovala Kongresna knjižnica, predložili Združenim Državni kongres je izdal mnenje, ki je državni udar razglasilo za zakonitega. Honduraško vrhovno sodišče je tudi odločilo, da je bil postopek zakonit. Vlada, ki je sledila de facto vladi, je ustanovila komisijo za resnico in spravo, Comisión de la Verdad y Reconciliación, ki je po več kot letu dni raziskav in razprav ugotovila, da je bila odstavitev državni udar in po mnenju komisije nezakonita.
28. novembra 2021 je nekdanja prva dama Xiomara Castro, levičarska predsedniška kandidatka opozicijske stranke Liberty and Refoundation, na predsedniških volitvah osvojila 53 % glasov in postala prva predsednica Hondurasa, s čimer se je končala 12-letna vladavina desne nacionalne stranke. Prisegla je 27. januarja 2022. Njen mož Manuel Zelaya je opravljal isto funkcijo od leta 2006 do 2009.
Aprila 2022 je bil nekdanji predsednik Hondurasa Juan Orlando Hernández, ki je bil dva mandata med letoma 2014 in januarjem 2022, izročen Združenim državam, da bi se soočil z obtožbami trgovine z drogami in pranja denarja. Hernandez je obtožbe zanikal.

## Geografija
Severna obala Hondurasa meji na Karibsko morje, Tihi ocean pa leži južno skozi zaliv Fonseca. Honduras sestavljajo predvsem gore z ozkimi ravnicami vzdolž obale. Velika nerazvita nižinska džungla La Mosquitia leži na severovzhodu, gosto poseljena nižinska dolina Sula pa na severozahodu. V La Mosquitii leži biosferni rezervat Río Plátano, ki je na Unescovem seznamu svetovne dediščine, z reko Coco, ki ločuje Honduras od Nikaragve.
Islas de la Bahía in 'Labodji otoki' so ob severni obali. Atola Placer de la Misteriosa in Rosario, 130 do 150 kilometrov severno od Labodjih otokov, spadata v izključno ekonomsko cono (EEZ) Hondurasa.
Naravni viri vključujejo les, zlato, srebro, baker, svinec, cink, železovo rudo, antimon, premog, ribe, kozice in vodno energijo.
Podnebje se spreminja od tropskega v nižinah do zmernega v gorah. Pacifiška obala je na splošno bolj suha kot karibska.

### Biotska raznovrstnost
Regija velja za vročo točko biotske raznovrstnosti zaradi številnih rastlinskih in živalskih vrst, ki jih tam najdemo. Tako kot druge države v regiji vsebuje ogromne biološke vire. Honduras gosti več kot 6000 vrst vaskularnih rastlin, od tega 630 (do sedaj opisanih) kukavičevk; okoli 250 plazilcev in dvoživk, več kot 700 vrst ptic in 110 vrst sesalcev, od tega polovica netopirjev.
V severovzhodni regiji La Mosquitia leži biosferni rezervat Río Plátano, nižinski deževni gozd, ki je dom velike raznolikosti življenja. Rezervat je bil leta 1982 dodan na Unescov seznam svetovne dediščine.
Honduras ima deževne gozdove, oblačne gozdove (ki se lahko dvignejo do skoraj 3000 metrov nad morsko gladino), mangrove, savane in gorske verige z borovci in hrasti ter sistem mezoameriških koralnih grebenov. Na Bay Islands so delfini pliskavke, mante, ribe papige, jate modrega morskega psa in morskega psa kitovca.
Krčenje gozdov zaradi sečnje je v departmaju Olancho močno razširjeno. Krčenje zemljišč za kmetijstvo je razširjeno v pretežno nerazviti regiji La Mosquitia, kar povzroča degradacijo zemlje in erozijo tal. Honduras je imel leta 2019 povprečno oceno indeksa celovitosti gozdne krajine 4,48/10, kar ga je uvrstilo na 126. mesto med 172 državami.
Jezero Yojoa, ki je največji vir sladke vode v Hondurasu, je onesnaženo s težkimi kovinami, ki nastajajo pri rudarskih dejavnostih. Nekatere reke in potoki so onesnaženi tudi z rudarjenjem.

### Upravna razdelitev
Honduras je razdeljen na 18 departmajev. Glavno mesto je Tegucigalpa v osrednjem okrožju znotraj departmaja Francisco Morazán. Departmaji so: Atlántida, Choluteca, Colón, Comayagua, Copán, Cortés, El Paraíso, Francisco Morazán, Gracias a Dios, Intibucá, departma Bay Islands, La Paz, Lempira, Ocotepeque, Olancho, Santa Bárbara, Valle in Yoro.
Nova upravna delitev, imenovana cona za zaposlovanje in gospodarski razvoj (Honduras) (ZEDE - Zonas de empleo y desarrollo económico), je bila ustanovljena leta 2013. ZEDE imajo visoko stopnjo avtonomije z lastnim političnim sistemom in sodnim, gospodarskim in upravni ravni ter temeljijo na kapitalizmu prostega trga.

### Demografija
Honduras je imel leta 2021 10.278.345 prebivalcev. Delež prebivalstva, mlajšega od 15 let, je leta 2010 znašal 36,8 %, 58,9 % je bilo starih od 15 do 65 let, 4,3 % pa 65 let ali več.
Od leta 1975 se je izseljevanje iz Hondurasa pospešilo, ko so ekonomski migranti in politični begunci iskali boljše življenje drugje. Večina izseljencev iz Hondurasa živi v Združenih državah. Ocena ameriškega zunanjega ministrstva iz leta 2012 je pokazala, da je takrat v Združenih državah živelo med 800.000 in milijon Hondurašanov, kar je skoraj 15 % prebivalstva Hondurasa. Velika negotovost glede številk je zato, ker številni Hondurašani živijo v Združenih državah brez vizuma. V popisu leta 2010 v Združenih državah je bilo 617.392 prebivalcev identificiranih kot Hondurašani, v primerjavi z 217.569 leta 2000.

## Gospodarstvo
Gospodarstvo Hondurasa temelji predvsem na kmetijstvu, ki predstavlja 14 % njegovega bruto domačega proizvoda (BDP) v letu 2013. Vodilni izvoz države je kava (340 milijonov USD), ki je predstavljala 22 % celotnega izvoza Hondurasa. Banane, ki so bile prej drugi največji izvoz v državi, dokler jih orkan Mitch leta 1998 praktično ni izbrisal, so si leta 2000 opomogle na 57 % ravni pred Mitchom. Gojene kozice so še en pomemben izvozni sektor. Od poznih 1970-ih so mesta na severu začela industrijsko proizvodnjo z maquiladoras, zlasti v San Pedro Sula in Puerto Cortés.
Honduras ima obsežne gozdove, morske in mineralne vire, čeprav široko razširjene kmetijske metode sežigalništva še naprej uničujejo honduraške gozdove. Honduraško gospodarstvo je leta 2000 zraslo za 4,8 % in si opomoglo od recesije, ki jo je povzročil Mitch (–1,9 %) leta 1999. Honduraški sektor maquiladora, tretji največji na svetu, je leta 2000 nadaljeval z dobrimi rezultati in je zagotovil zaposlitev več kot 120.000 in ustvari več kot 528 milijonov dolarjev v tuji valuti za državo. Inflacija, merjena z indeksom cen življenjskih potrebščin, je leta 2000 znašala 10,1 %, kar je nekoliko manj kot leta 1999, ko je znašala 10,9 %. Mednarodne rezerve države so bile leta 2000 še naprej močne in so znašale nekaj več kot milijardo USD. Nakazila Honduraščanov, ki živijo v tujini (večinoma v Združenih državah), so se leta 2000 povečala za 28 % na 410 milijonov $. Lempira (valuta) je dolga leta devalvirala, vendar se je leta 2005 ustalila pri 19 L za ameriški dolar. Honduraški ljudje so med najrevnejši v Latinski Ameriki; bruto nacionalni dohodek na prebivalca (2007) znaša 1649 USD; povprečje za Srednjo Ameriko je 6736 $. Honduras je četrta najrevnejša država na zahodni polobli; revnejši so le Haiti, Nikaragva in Gvajana. Uporaba alternativnih statističnih meritev poleg bruto domačega proizvoda lahko zagotovi boljši kontekst za revščino v državi.
Država je marca 1999 z Mednarodnim denarnim skladom podpisala Enhanced Structural Adjustment Facility (ESAF) – kasneje spremenjen v Poverty Reduction and Growth Facility (PRGF). Honduras (približno od leta 2000) še naprej ohranja stabilno makroekonomsko politiko. Pri izvajanju strukturnih sprememb, kot je privatizacija javnih telefonskih in distribucijskih podjetij v javni lasti, ni bila hitra – spremembe, ki si jih želijo IMF in drugi mednarodni posojilodajalci. Honduras je po orkanu Mitch prejel znatno odpis dolga, vključno z začasno ustavitvijo dvostranskih plačil za servisiranje dolga in dvostranskim zmanjšanjem dolga s strani Pariškega kluba – vključno z Združenimi državami – v vrednosti več kot 400 milijonov USD. Julija 2000 je Honduras dosegel svojo točko odločitve v okviru Pobude za močno zadolžene revne države (HIPC), s čimer je država postala upravičena do začasne večstranske odpisa dolga.
Zdi se, da je zemlje veliko in jo je mogoče zlahka izkoristiti, vendar je prisotnost očitno obsežne zemlje zavajajoča, saj razgiban, gorat teren države omejuje obsežno kmetijsko proizvodnjo na ozke pasove na obalah in na nekaj rodovitnih dolin. Honduraški proizvodni sektor se še ni razvil dlje od preproste tekstilne in kmetijske predelovalne industrije ter montažnih dejavnosti. Majhen domači trg in konkurenca industrijsko naprednejših držav v regiji sta zavirala kompleksnejšo industrializacijo.
Leta 2022 je po podatkih Nacionalnega inštituta za statistiko Hondurasa (INE) 73 % prebivalstva države revnih in 53 % jih živi v skrajni revščini. Država je ena najbolj neenakopravnih v Latinski Ameriki.